# USS Flusser (DD-368)
USS Flusser (DD-368) là một tàu khu trục lớp Mahan được Hải quân Hoa Kỳ chế tạo vào giữa những năm 1930. Nó là chiếc tàu chiến thứ tư của Hải quân Hoa Kỳ được đặt tên theo Thiếu tá Hải quân Charles W. Flusser (1832-1864), người tử trận trong cuộc Nội chiến Hoa Kỳ. Nó đặt căn cứ tại Thái Bình Dương, hoạt động tuần tra và hộ tống trước và trong Chiến tranh Thế giới thứ hai, không có mặt tại Trân Châu Cảng vào lúc diễn ra cuộc tấn công vào ngày 7 tháng 12 năm 1941, nên đã không chịu hư hại hay thương vong, và đã hoạt động cho đến khi chiến tranh kết thúc. Flusser được cho ngừng hoạt động năm 1946 và bị bán để tháo dỡ vào năm 1948.

## Thiết kế và chế tạo
Flusser được đặt lườn vào ngày 4 tháng 6 năm 1934 tại xưởng tàu của hãng Federal Shipbuilding and Drydock Company ở Kearny, New Jersey. Nó được hạ thủy vào ngày 28 tháng 9 năm 1935, được đỡ đầu bởi bà F. W. Packard; và được đưa ra hoạt động vào ngày 1 tháng 10 năm 1936 dưới quyền chỉ huy của Hạm trưởng, Trung tá Hải quân F. L. Lowe.

## Lịch sử hoạt động
Flusser khởi hành từ New York vào ngày 1 tháng 12 năm 1936 cho chuyến đi chạy thử máy cùng Hải đội 40-T, một đơn vị được hình thành để bảo vệ quyền lợi của Hoa Kỳ tại khu vực Tây Địa Trung Hải trong giai đoạn cuộc Nội chiến Tây Ban Nha. Nó quay trở về Hampton Roads vào ngày 9 tháng 2 năm 1937, và trong năm tháng tiếp theo đã hoạt động dọc theo vùng bờ Đông Hoa Kỳ về phía Bắc đến tận Maine. Vào ngày 16 tháng 7, nó đi đến San Diego, California, căn cứ cho các hoạt động của nó tại khu vực Thái Bình Dương và vùng biển Caribe cho đến tháng 10 năm 1939, ngoại trừ hai tuần viếng thăm Washington vào đầu năm đó.
Đặt căn cứ tại Trân Châu Cảng, nó tham gia các hoạt động huấn luyện khẩn trương cùng các tàu chiến khác, và vào ngày 5 tháng 12 năm 1941 đã ra khơi để hộ tống cho tàu sân bay USS Lexington, vì vậy đã rời khỏi căn cứ vào lúc Hải quân Nhật bất ngờ tấn công Trân Châu Cảng vào ngày 7 tháng 12 năm 1941. Lực lượng đặc nhiệm của Flusser đã không thành công trong việc truy tìm những kẻ tấn công đang rút lui, và quay về cảng nhà bị tàn phá vào ngày 12 tháng 12. Cho đến tháng 4 năm 1942, nó làm nhiệm vụ hộ tống các đoàn tàu vận tải đi lại giữa Trân Châu Cảng và vùng bờ Tây, rồi lên đường đi đến đảo san hô Palmyra, nơi nó cho đổ bộ một lực lượng thủy quân Lục chiến đồn trú nhỏ vào ngày 21 tháng 4. Nó lại tiếp tục hoạt động tuần tra và hộ tống đến nhiều cảng tại khu vực Tây Nam Thái Bình Dương, nhiều dịp đã đi đến các cảng Australia.
Sau khi được sửa chữa tại Trân Châu Cảng, Flusser quay trở lại nhiệm vụ hộ tống, tuần tra chống tàu ngầm và huấn luyện tại khu vực phía Nam quần đảo Solomon. Sau khi được tiếp liệu tại Trân Châu Cảng từ ngày 25 tháng 7 đến ngày 4 tháng 8 năm 1942, nó đi đến Efate vào ngày 17 tháng 8 để tiếp nối các hoạt động tuần tra và hộ tống đến quần đảo Fiji, Espiritu Santo, Samoa và Tonga, rồi lại quay trở về Trân Châu Cảng để đại tu từ tháng 12 năm 1942 đến tháng 2 năm 1943. Lại có mặt tại Espiritu Santo vào ngày 17 tháng 2, nó tiếp tục hộ tống các tàu phụ trợ và tàu chiến đi lại giữa các căn cứ tại Tây Nam Thái Bình Dương, khứ hồi đến Australia và đến Guadalcanal. Nó rời Australia để đi đến vịnh Milne vào ngày 22 tháng 8, đặt căn cứ tại đây cho Chiến dịch New Guinea. Tham gia vào các cuộc đổ bộ lên Lae và Finschhafen, nó tiến hành bắn phá chuẩn bị, cung cấp hỏa lực hỗ trợ tấn công, hộ tống các đoàn tàu tăng viện và tiếp liệu, và vào ngày 22 tháng 9 đã tấn công và đánh đắm ba sà lan của quân Nhật tại. Chiếc tàu khu trục sau đó tham gia bắn phá và bảo vệ cho cuộc đổ bộ tại Arawe, New Britain, rồi đảm trách vai trò tương tự trong việc chiếm đóng mũi Gloucester và Saidor.
Từ ngày 11 đến ngày 30 tháng 1 năm 1944, Flusser trải qua một đợt đại tu ngắn, rồi tham gia thực hành tại vùng biển Australia trước khi quay trở lại vịnh Milne, để tiếp tục nhiệm vụ hộ tống vận tải đến Saidor và mũi Gloucester, cũng như tham gia cuộc đổ bộ lên Los Negros thuộc quần đảo Admiralty. Những hoạt động liên tục tại khu vực New Guinea đã làm trì hoãn nhu cầu đại tu lớn tại bờ Tây, mà cuối cùng cũng được thực hiện tại Xưởng hải quân Mare Island từ tháng 4 đến tháng 6.
Rời Trân Châu Cảng vào ngày 1 tháng 8 năm 1944, Flusser hộ tống một đoàn tàu vận tải đi Eniwetok, và đi đến Majuro vào ngày 16 tháng 8, nơi trong sáu tuần lễ tiếp theo, nó tuần tra ngoài khơi các đảo san hô do Nhật chiếm đóng bị bỏ qua về phía Nam quần đảo Marshall. Vào ngày 7 tháng 9, khi đụng độ với một khẩu đội pháo duyên hải đối phương ở Wotje, chín thành viên thủy thủ đoàn của nó đã bị thương. Rời Majuro vào ngày 1 tháng 10 để làm nhiệm vụ hộ tống vận tải đi Eniwetok, Ulithi và Hollandia, nó di chuyển lên phía Bắc để đi vịnh San Pedro, đến nơi vào ngày 29 tháng 10, và làm nhiệm vụ tuần tra trong vịnh Leyte và eo biển Surigao. Vào ngày 18 tháng 11, nó bắn rơi một máy bay cảm tử kamikaze, rơi gần đến mức chiếc dù của viên phi công hạ xuống sàn trước của con tàu.
Tiếp tục hỗ trợ cho chiến dịch Philippines, Flusser hộ tống các đoàn tàu vận tải tăng viện đi đến Leyte từ Hollandia, và vào ngày 4 tháng 12 năm 1944, chịu đựng hư hại do một cú đâm suýt trúng của một máy bay cảm tử Nhật Bản. Một cuộc không kích ác liệt được tung ra nhắm vào đội của nó trong ngày hôm sau, khi Flusser bắn rơi nhiều máy bay và cứu vớt những người sống sót từ chiếc LSM-20 sau một đợt tấn công kamikaze. Chiếc tàu khu trục khởi hành từ Leyte vào ngày 6 tháng 12 để hỗ trợ cho cuộc đổ bộ lên vịnh Ormoc, và vào ngày hôm sau đội của nó chịu đựng đợt thứ nhất trong nhiều cuộc tấn công cảm tử. Flusser bắn rơi ít nhất một máy bay đối phương, trợ giúp những người sống sót từ những chiếc bị đánh trúng, và hộ tống cho tàu chị em Lamson (DD-367) bị hư hại rút lui về San Pedro.
Flusser lên đường đi Hollandia và Biak để chuẩn bị cho việc chiếm đóng vịnh Lingayen. Nó đến nơi vào ngày 13 tháng 1 năm 1945 cùng một đoàn tàu vận tải chuyên chở đợt lực lượng tăng viện thứ hai, và đã bảo vệ cho cuộc đổ bộ lên Nasugbu vào ngày 31 tháng 1 trước khi tham gia cuộc tấn công Puerto Princesa, Palawan, cũng như hộ tống các đoàn tàu vận tải đi lại giữa Leyte, Mindoro và Palawan.
Flusser tiếp tục ở lại khu vực Philippines, tham gia các cuộc đổ bộ lên Cebu vào ngày 26 tháng 3, rồi hộ tống các đoàn tàu vận tải đi đến đảo này cũng như các đoàn tàu tiếp liệu từ Morotai đến Polloc Harbor và vịnh Davao cho đến ngày 1 tháng 7. Nó tham gia chiến dịch tấn công Balikpapan, hỗ trợ cho cuộc đổ bộ, và hộ tống tàu bè từ Morotai cho đến ngày 20 tháng 7, khi nó đi đến Manila. Sau một đợt đại tu ngắn, nó lên đường vào ngày 31 tháng 8 làm nhiệm vụ hộ tống đến Okinawa, rồi đi đến Sasebo vào ngày 16 tháng 9 làm nhiệm vụ chiếm đóng. Các sĩ quan của nó đã tham gia Đội khảo sát tàu bè hải quân và thương mại Nhật Bản tại Sasebo cho đến ngày 29 tháng 10, khi chiếc tàu khu trục khởi hành đi San Diego, đến nơi vào ngày 19 tháng 11.
Trong mùa Hè năm 1946, Flusser tham gia Chiến dịch Crossroads, cuộc thử nghiệm bom nguyên tử của Hoa Kỳ tại đảo san hô Bikini thuộc quần đảo Marshall. Nó quay trở về Trân Châu Cảng sau nhiệm vụ này vào ngày 14 tháng 9, và đi đến Norfolk, Virginia vào ngày 12 tháng 11, nơi nó được cho xuất biên chế vào ngày 16 tháng 12 năm 1946 và bị bán để tháo dỡ vào ngày 6 tháng 1 năm 1948.

## Phần thưởng
Flusser được tặng thưởng bảy Ngôi sao Chiến trận do thành tích phục vụ trong Chiến tranh Thế giới thứ hai.